# Omarambo
Omarambo. Cuaderno literario fue una publicación literaria de periodicidad trimestral fundada en 1989 en Talavera de la Reina por Miguel Argaya, Antonio Carlos González e Inés Valverde y dirigida por el primero hasta su desaparición en 1992. Después de su fundación, se integraron en su consejo de redacción Javier Ocaña y Pedro Tena. Llegó a sacar nueve números, el último doble, dedicado a la generación de poetas españoles llamada del 60: Joaquín Benito de Lucas, Miguel Fernández, Ángel García López, Antonio Hernández, Jesús Hilario Tundidor, Diego Jesús Jiménez, Manuel Ríos Ruiz y Rafael Soto Vergés. A lo largo de su existencia, acogió poemas de Antonio Enrique, Nicolás del Hierro, Mariano Roldán, Fernando de Villena o Alfonso López Gradolí, y artículos ensayísticos de Emilio Coco o Ángel Luis Prieto de Paula.